# Dagligvarunytt
Dagligvarunytt är en facktidning med nyheter och annonser i området dagligvaruhandel. Tidningens kunder är främst ICA-butiker och övriga butiker inom detaljhandel. Tabloiden har utgivning en gång per vecka med sommaruppehåll i juni och juli och följer och rapporterar om allt som sker, in- och utrikes, i dagligvaruvärlden.
Facktidningen har en upplaga på 14 000 exemplar och når 71 000 läsare per nummer, enligt Orvesto näringsliv 2018.

## Historia
Året var 1968 då Hakon Media, som i sin tur äger tidningen Dagligvarunytt, grundades av ICA-handlarnas Förbund. Tidningen har tidigare haft namnet Icanyheter, men efter att Bonnier-ägda Di-gruppen i mars 2020 tagit över aktierna i Hakon Media, så bestämdes även att tidningen skulle byta namn inom ett år. Bonnier offentliggjorde det nya namnet i september 2020 och det första numret med det nya namnet Dagligvarunytt släpptes den 25 september 2020.